# Gutalax
Gutalax ist eine Grindcore-Band aus Křemže in Tschechien.

## Geschichte
Gutalax wurde im Frühjahr 2009 von den Mitgliedern Průduch, Pouřík, Kebab und Maty gegründet. Bereits im September desselben Jahres wurden sieben Titel für das erste Album aufgenommen, welches als Split-Album zusammen mit der italienischen Band Cannibe erschien. Das erste eigene Album Shit Beast wurde im Januar 2011 aufgenommen und erschien beim tschechischen Label Bizarre Leprous Production. Anfang 2014 nahm die Band ihr zweites Album Shit Happens auf, welches dann 2015 beim deutschen Label Rotten Roll Rex erschien.
Der Name der Band basiert auf dem Abführmittel Guttalax.

## Stil
Die Gutalax-Mitglieder bezeichnen ihren Musikstil als „Gore ’n’ Roll“, bestehend aus einer Mischung aus Gore- und Porngrind mit einer ordentlichen Portion Humor.
In ihren Liedern geht es meist um Fäkalien und Sex.

## Diskografie

### Alben
- 2011: Shit Beast (Bizarre Leprous Production)
- 2015: Shit Happens (Rotten Roll Rex)
- 2021: The Shitpendables (Rotten Roll Rex)

### Splitalben
- 2009: Telecockies mit Cannibe
- 2013: Shit Evolution mit Haemorrhage
- 2017: „The Anal Heros“ mit Spasm

### Singles
- 2019: Shitbusters